# Fire Bomber
I Fire Bomber (o FIRE BOMBER) sono un gruppo musicale rock immaginario che appare nelle serie di animazione giapponese Macross 7.
Musicano il gruppo Yoshiki Fukuyama (Basara, canto e chitarra), Chie Kajiura (Mylene, canto), e talvolta Tomo Sakurai (doppiatrice di Mylene).

## Componenti
Immaginari
Basara Nekki - chitarra e voce
Mylene Flare Jenius - basso e voce d'accompagnamento
Ray Lovelock - tastiera
Veffidas Feaze - batteria
Reali
Yoshiki Fukuyama - chitarra e voce di Basara Nekki (anche Nobutoshi Hayashi per la voce)
Chie Kajiura e Tomo Sakurai - voce di Mylene Jenius
Haruhiko Mera - chitarra
Masaki Suzuki - chitarra
Seiji Tanaka - tastiera

## Discografia

### Album
- 1995 - GALAXY NETWORK CHART VOL. 1
- 1995 - Mylene Jenius Sings Lynn Minmay
- 1995 - Docking Festival ~ Ka Ha Ginga Wo Sukuu
- 1995 - LET'S FIRE!!
- 1995 - LIVE FIRE!!
- 1995 - Macross 7 CD Cinema 1: Mellow Heart Beat
- 1995 - Macross 7 CD Cinema 2: Melodious Illusion
- 1995 - SECOND FIRE!
- 1995 - KARAOKE FIRE!!
- 1996 - Macross 7 CD Cinema 3: Galaxy Song Battle 1
- 1996 - Macross 7 CD Cinema 4: Galaxy Song Battle 2
- 1996 - GALAXY NETWORK CHART VOL. 2
- 1996 - Macross 7 CD Cinema 5: Galaxy Song Battle 3
- 1996 - ACOUSTIC FIRE!!
- 1998 - DYNAMITE FIRE!!
- 1998 - ENGLISH FIRE!!
- 1998 - RADIO FIRE!!
- 1999 - ULTRA FIRE!! FIRE BOMBER BEST ALBUM (best of)

### Tributi
Il 24 maggio 2005, 10 anni dopo la messa in onda di Macross 7 in Giappone, Yoshiki Fukuyama, che dava la voce a Basara Nekki, pubblicò un album di tributo delle canzoni della serie, alcune inedite ed altre riarrangiate. Analogamente, nel 2007 è uscito un altro album tributo, stavolta per Mylene Jenius, eseguito dalla sua doppiatrice Chie Kajiura.
- 2005 - FUKUYAMA FIRE!!!

1. Holy Lonely Night
2. New Frontier
3. Totsugeki Love Heart
4. Dynamite Explosion (live)
5. Remember 16
6. Yume No Michi (live)
7. Submarine Street
8. PLANET DANCE
9. Light the Light
10. Na Mo Na Ki Hate No Machi De
11. Heart & Soul
12. Starlight Dream (live)
13. Angel Voice
14. Like A Fire (inedita)

- 2007 - Gift 25 ~A Tribute to Mylene Jenius~